# Lepersonnite-(Gd)
La lepersonnite-(Gd), nommée en l'honneur du géologue et minéralogiste belge Jacques Lepersonne (1909-1997), est un carbo-silicate hydraté de calcium, terres rares (principalement le gadolinium) et uranyle, de formule Ca(Gd,Dy)2(UO2)24(SiO4)4(CO3)8(OH)24 • 48 H2O. C'est le seul minéral connu dont le gadolinium soit un constituant essentiel.

## Découverte et gisements
La lepersonnite a été découverte en 1982 dans des échantillons conservés au musée royal de l'Afrique centrale (Tervueren, Belgique) et provenant de la mine d'uranium de Shinkolobwe, dans le sud de la province du Shaba (Zaïre),, aujourd'hui province du Katanga (République démocratique du Congo). C'en est le seul gisement répertorié.
On trouve la lepersonnite dans la partie inférieure de la zone oxydée de Shinkolobwe, à proximité de l'uraninite primaire. Associée à des oxydes d'uranium hydratés, elle se présente sous la forme de croûtes mamillaires et de sphérules isolés.

## Propriétés cristallographiques
La lepersonnite est orthorhombique (groupe d'espace : Pnnm ou Pnn2), de paramètres a = 16,23 Å, b = 38,74 Å et c = 11,73 Å (Z = 2).

## Propriétés physiques
La lepersonnite est un minéral d'un jaune brillant, transparent et translucide. Optiquement, c'est un milieu biaxe négatif (2 V = 73°, nα = 1,638, nβ = 1,666, nγ = 1,682) et pléochroïque (X : jaune pâle, Y et Z : jaune brillant). Sa masse volumique est de 3,97 g cm−3 (valeur mesurée ; la valeur calculée à partir de la formule chimique et des paramètres de maille est de 4,01 g cm−3).